# Polynôme de Dickson
Les polynômes de Dickson (ou polynômes de Brewer), introduits par le mathématicien américain Leonard Eugene Dickson en 1897 et redécouverts par B. W. Brewer en 1960 (dans son étude des sommes de Brewer (en)), sont deux suites de polynômes {\displaystyle (D_{n})_{n\in \mathbb {N} }} et {\displaystyle (E_{n})_{n\in \mathbb {N} }} (appelées respectivement polynômes de Dickson de première et de deuxième espèce), définies sous la forme de fonctions polynomiales de deux variables complexes {\displaystyle a} et {\displaystyle x}, par :
{\displaystyle D_{0}(x,a)=2\quad D_{1}(x,a)=x\quad E_{0}(x,a)=1\quad E_{1}(x,a)=x},
et par la relation de récurrence vérifiée par les deux suites, pour tout entier {\displaystyle n\in \mathbb {N} } :
{\displaystyle P_{n+2}(x,a)=xP_{n+1}(x,a)-aP_{n}(x,a)}.
Ils sont particulièrement liés aux polynômes de Tchebychev.

## Définition
Les premiers polynômes de Dickson de première et de deuxième espèce, calculés grâce à la relation de récurrence ci-dessus, valent :
{\displaystyle {\begin{array}{l l}D_{0}(x,a)=2&E_{0}(x,a)=1\\D_{1}(x,a)=x&E_{1}(x,a)=x\\D_{2}(x,a)=x^{2}-2a&E_{2}(x,a)=x^{2}-a\\D_{3}(x,a)=x^{3}-3ax&E_{3}(x,a)=x^{3}-2ax\\D_{4}(x,a)=x^{4}-4ax^{2}+2a^{2}&E_{4}(x,a)=x^{4}-3ax^{2}+a^{2}\\D_{5}(x,a)=x^{5}-5ax^{3}+5a^{2}x&E_{5}(x,a)=x^{5}-4ax^{3}-3a^{2}x\end{array}}}
On peut alors prouver qu'ils vérifient les relations générales :
{\displaystyle D_{n}(x,a)=\sum \limits _{k=0}^{\lfloor n/2\rfloor }{\frac {n}{n-k}}{\binom {n-k}{k}}(-a)^{k}x^{n-2k}\quad {\text{et}}\quad E_{n}(x,a)=\sum \limits _{k=0}^{\lfloor n/2\rfloor }{\binom {n-k}{k}}(-a)^{k}x^{n-2k}},
où {\displaystyle \lfloor \cdot \rfloor } est la fonction partie entière.

## Propriétés
Les suites de polynômes vérifient, pour tout {\displaystyle (x,a)\in \mathbb {C} ^{*}\times \mathbb {C} } et pour tout {\displaystyle n\in \mathbb {N} } :
{\displaystyle D_{n}\left(x+{\frac {a}{x}},a\right)=x^{n}+{\frac {a^{n}}{x^{n}}}\quad {\text{et}}\quad \left(x-{\frac {a}{x}}\right)E_{n}\left(x+{\frac {a}{x}},a\right)=x^{n+1}-{\frac {a^{n+1}}{x^{n+1}}}}.
D'autre part, les polynômes de Dickson de première espèce vérifient la relation, pour {\displaystyle (m,n)\in \mathbb {N} ^{2}} :
{\displaystyle D_{mn}(x,a)=D_{m}{\big (}D_{n}(x,a),a^{n}{\big )}}.
Les polynômes {\displaystyle D_{n}(x,a)} et {\displaystyle E_{n}(x,a)} sont respectivement solutions des deux équations différentielles :
{\displaystyle (x^{2}-4a)y''+xy'-n^{2}y=0\quad {\text{et}}\quad (x^{2}-4a)y''+3xy'-n(n+2)y=0}
Les séries génératrices des deux suites de polynômes valent :
{\displaystyle \sum \limits _{n\in \mathbb {N} }D_{n}(x,a)z^{n}={\frac {2-xz}{1-xz+az^{2}}}\quad {\text{et}}\quad \sum \limits _{n\in \mathbb {N} }E_{n}(x,a)z^{n}={\frac {1}{1-xz+az^{2}}}}.

## Liens avec d'autres polynômes
Les polynômes de Dickson sont liés aux polynômes de Tchebychev de première et de deuxième espèce {\displaystyle (T_{n})_{n\in \mathbb {N} }} et {\displaystyle (U_{n})_{n\in \mathbb {N} }} par les relations :
{\displaystyle \forall (x,a)\in \mathbb {C} ^{2},\quad D_{n}(2ax,a^{2})=2a^{n}T_{n}(x)\quad {\text{et}}\quad E_{n}(2ax,a^{2})=a^{n}U_{n}(x)}.
D'autre part :
- les polynômes de Dickson de paramètre {\displaystyle a=0} sont des monômes : {\displaystyle D_{n}(x,0)=x^{n}} ;
- les polynômes de Dickson de paramètre {\displaystyle a=1} et {\displaystyle a=-1} sont liés aux polynômes de Fibonacci et de Lucas.